# سراب مبهر (فلم)
سراب مبهر (بالإنجليزية: Dazzling Mirage)، هُو فيلم دراما نيجيري صدر سنة 2014، وقد أخرجه وأنتجه توندي كيلاني.

## وصلات خارجية
مقالات تستعمل روابط فنية بلا صلة مع ويكي بيانات